# Pinglidian (köpinghuvudort i Kina, Shandong Sheng, lat 37,29, long 120,02)
Pinglidian (kinesiska: 平里店, 平里店镇) är en köpinghuvudort i Kina. Den ligger i provinsen Shandong, i den östra delen av landet, omkring 280 kilometer öster om provinshuvudstaden Jinan. Antalet invånare är 41 544. Befolkningen består av 20 879 kvinnor och 20 665 män. Barn under 15 år utgör 8,0 %, vuxna 15-64 år 74 %, och äldre över 65 år 16,0 %.
Runt Pinglidian är det tätbefolkat, med 613 invånare per kvadratkilometer. Närmaste större samhälle är Weichanglu, 13,9 km sydväst om Pinglidian. Trakten runt Pinglidian består till största delen av jordbruksmark.
Genomsnittlig årsnederbörd är 801 millimeter. Den regnigaste månaden är juli, med i genomsnitt 317 mm nederbörd, och den torraste är januari, med 11 mm nederbörd.